# 歌利亚

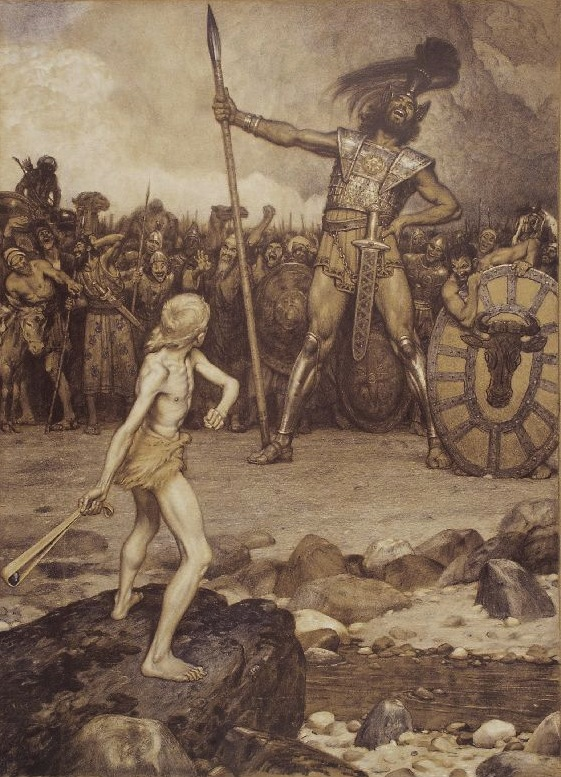
大卫决斗歌利亚／奧斯馬·辛德勒／1888

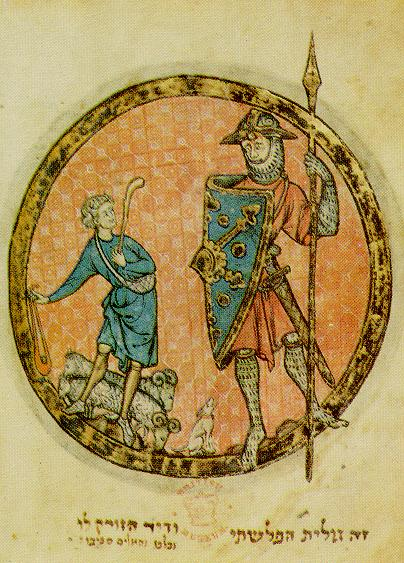
大卫与歌利亚的战斗

歌利亚（希伯来语：גָּלְיָת，Golyat；阿拉伯语：جالوت Jalut（穆斯林称谓），جليات Julyat（基督徒称谓），又称为迦特的歌利亚）天主教思高聖經譯哥肋雅，是一位非利士人勇士，以与年轻的大卫（未来的以色列国王）的战斗而著称，记载于希伯来圣经/基督教旧约圣经（古兰经中也简略记载此事）。

## 摘要：撒母耳记上17章
大卫和歌利亚的战斗记载在撒母耳记上第17章：

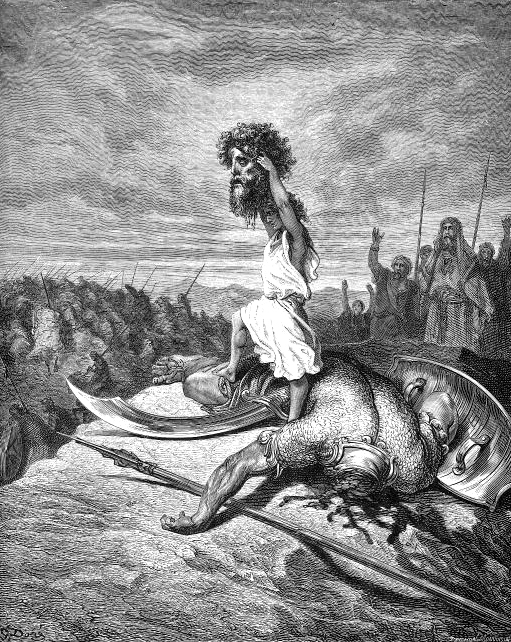
大卫割下歌利亚的头／古斯塔夫·多雷／1866

扫罗和以色列人犹大的梭哥迎战非利士人。歌利亚连续四十天，每天两次向以色列人讨战，进行一对一的决斗，来决定战役的胜负。扫罗和全体以色列人都极其害怕。年轻的大卫为跟随扫罗出征的三个哥哥送饭，听见歌利亚的骂阵，和扫罗允诺的重金赏赐，无所畏惧，要击败歌利亚。大卫拒绝了扫罗提供的战衣，手中拿杖和甩石的机弦，和从溪中挑选的五块光滑的石子；和歌利亚对阵，歌利亚头戴铜盔，身穿铠甲。“那非利士人就指着自己的神咒诅大卫。” 大卫回答说：“今日耶和华必将你交在我手里；我必杀你，取下你的头。我又要将非利士军兵的尸首给空中的飞鸟、地上的野兽吃。全地就必知道以色列中有神；聚集在这里的众人也必知道耶和华施行拯救，不是用刀用枪，因为争战的胜败於耶和华。祂必将你们交在我们手里。 ”
大卫用机弦将石子击中歌利亚的额，歌利亚就仆倒，面伏於地。大卫将歌利亚的刀从鞘中拔出来，用刀把他的头斬首，将他杀死。非利士人逃避以色列人的追赶，“直到迦特和以革伦”。大卫将歌利亚的军装放在他自己的帐棚里，却将他的头拿到耶路撒冷。扫罗问元帅押尼珥，是谁的儿子迎战那非利士人。押尼珥领大卫到扫罗面前，扫罗问大卫「是谁的儿子？」大卫说：「我是你僕人伯利恒人耶西的儿子」。
意大利《歌利亚》主题系列电影：
《歌利亞之歌》